# Teatre Tívoli (Barcelona)
El Teatre Tívoli és un edifici situat al carrer de Casp, 6-20 de Barcelona, catalogat com a bé cultural d'interès local. És un dels teatres més grans de la ciutat i ha albergat representacions d'òpera i sarsuela, així com d'obres musicals i del teatre català, arribant a veure'n l'estrena absoluta o l'estrena a la ciutat.

## Edifici

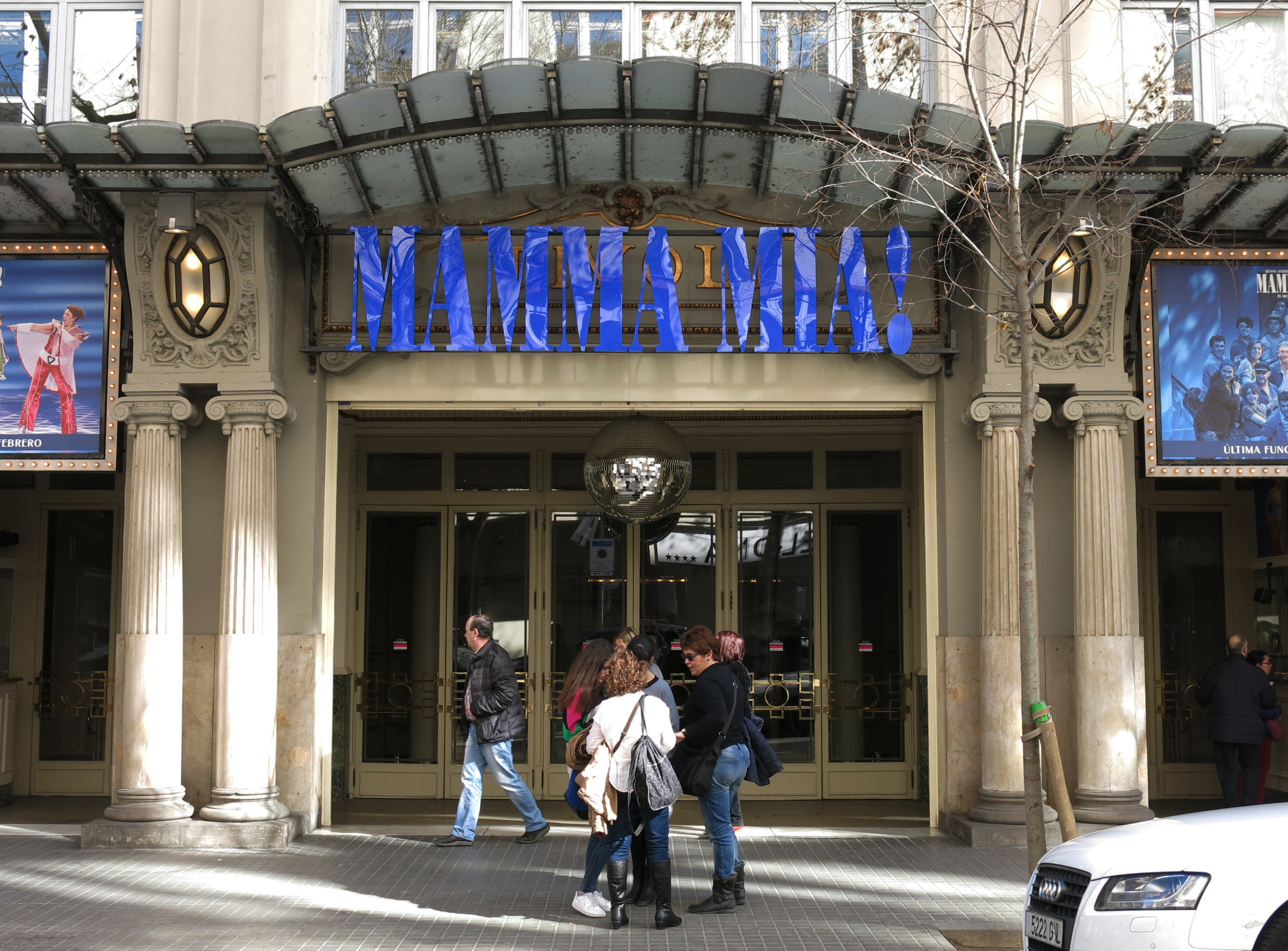
Entrada al teatre

La part que dona al carrer és un allargat i estret cos de planta baixa i tres pisos amb terrat. Els pisos estan dedicats a oficines, amb un accés diferenciat emmarcat per dos esveltes columnes. Als baixos i a la zona interior es troba el vestíbul, un gran saló i la sala del Teatre Tívoli, tot cobert per una coberta de dues aigües excepte l'escenari.
A la façana, realitzada amb caràcter classicista, totes les plantes presenten un ritme regular d'obertures, en la primera planta rectangulars, en el segon amb arcs rebaixats i de mig punt, i a l'última planta de nou rectangulars. Aquestes obertures, tancades amb vidres, estan emmarcades per un ordre de pilastres de ritme uniforme que s'altera al sector dret per l'accés principal al teatre, remarcat per dos parells de columnes jòniques. Aquest, cobert per una elaborada marquesina de vidre suportada per elements metàl·lics, dona accés a un petit vestíbul on s'ubiquen les finestretes. Creuant les finestretes s'accedeix a un ampli saló on s'ubica l'entrada a la sala del teatre.
La sala presenta forma de ferradura i es configura en platea, el club (el primer pis), l'amfiteatre (segon pis), així com en les llotges laterals. Als pisos superiors s'accedeix per unes escales imperials ubicades al vestíbul. Té capacitat per a acollir 1.643 persones, entre la platea, el club (el primer pis) i l'amfiteatre (segon pis), així com en les llotges laterals: era el teatre amb més capacitat de la ciutat, després del Gran Teatre del Liceu. L'escenari, ideat per Salvador Alarma, tenia 22 m d'ample, 23 d'altura i 15 de fondària.

## Història

### Orígens
El 1849 s'havien obert els anomenats Jardins del Tívoli (anomenats durant un temps de la Nimfa), que ocupaven les illes compreses entre els carrers de la Diputació i Provença, i el Passeig de Gràcia i Aribau (darrere de la Universitat). La zona estava encara sense urbanitzar, més enllà de les muralles de la ciutat, però a la vora. Era un dels jardins d'esbarjo de titularitat privada que, aprofitant que ja es podia edificar fora muralla, oferien espectacles i diversions. La concessió del terreny era d'un immigrat italià, que hi va instal·lar jocs, casetes de tir, gronxadors, llocs per a sentir-hi música, balls, amb un local de fusta, on als estius s'hi feien representacions. Va passar a mans de Bernat-Agustí de Las Cases, d'aristocràtica família d'origen francès (emparentada amb el biògraf de Napoleó, comte de las Cases) i sogre de Frederic Soler, que hi va introduir obres de teatre en català. El 1862 va comprar-lo Ignasi Elies, que havia estat empleat de Cases.

### Trasllats i primera època daurada
Ignasi Elies va decidir canviar la ubicació del teatre, traslladant-lo a l'actual cantonada del Passeig de Gràcia amb Mallorca. En canvià la programació, assegurant-se la col·laboració d'autors populars com Frederic Soler, Nicolau Manent, i escenògrafs com Francesc Soler i Rovirosa, Oleguer Junyent, Maurici Vilomara, etc. Continuava essent un teatre d'estiu a l'aire lliure, fet amb fusta, on es representaven comèdies, sainets, sarsueles, òperes i espectacles musicals. En poc temps, va ser un dels més populars de la ciutat. Elies, amb els beneficis, va comprar el Teatre Novedades i arrendà el Teatre Circ Barcelonès.
Cap al 1873 va haver-hi un cert estancament en la qualitat dels espectacles oferts i començà a dir-se que el teatre tancaria. Efectivament, en poc temps fou enderrocat, però immediatament començà a edificar-se un nou teatre en un altre lloc: a la cantonada de Passeig de Gràcia amb el carrer de Casp, on és actualment. El 22 de maig de 1875 es va inaugurar un nou teatre, ja d'obra i cobert permanentment. El 1880, l'escenògraf Francesc Soler i Rovirosa s'encarregà de la reforma de la decoració interior i n'esdevingué el director artístic durant vint anys.
La nova etapa incrementa el nombre, varietat i qualitat dels espectacles, molts dels quals amb èxit, com moltes obres de Frederic Soler. El 1901, Elies va organitzar les sessions del Teatre Líric Català, que no van tenir èxit. La mort d'Elies, el 1902, tanca aquesta etapa, amb un teatre ja consolidat com un dels més complets de Barcelona.

### 1902-1918
El teatre continuà la seva marxa amb espectacles teatrals, musicals (òpera i sarsuela), revistes, ballet i actes polítics. Esdeveniments destacats en aquest temps van ser la presentació de Margarida Xirgu amb Zazá, les actuacions operístiques d'Utor «el Musclaire» i Riccardo Stracciari, el debut de Raquel Meller i el d'Emili Vendrell amb una obra de Víctor Balaguer, les funcions d'Amàlia d'Isaura. També va acollir espectacles de circ, com les de Micaela Alegría, el faquir Kiihn-Jha-Khara, l Hombre-Plafón Henau o l'equilibrista Harry Lamoore. A més, servia com a sala de festes i ball.
El 1917, una societat anomenada Tívoli SA, promoguda per Joaquim Cabot, es va fer amb la propietat del local i acordà aixecar un nou edifici. El 8 de gener de 1918 es va fer l'última funció al vell teatre: El asombro de Damasco, sarsuela de Pablo Luna, el sainet de Santiago Rusiñol, Gente bien, un recital poètic d'Enric Borràs i cançons per Amàlia d'Isaura, van ser el programa de l'última funció.

### Edifici actual
El gener de 1918, començaren les obres del nou teatre, amb un projecte de l'arquitecte Miquel Madorell i Rius, basat en un d'anterior (de 1905) de Josep Plantada i Artigues. A la decoració interior, a més de Madorell, van intervenir els escenògrafs Salvador Alarma i Oleguer Junyent, amb formes eclèctiques assimilables a un estil neorococó, on abunden les motllures i els motius vegetals en color daurat, així com el vermell de seients i cortines amb un historicisme eclèctic on destaquen motius neorococó. Inaugurat el 20 de maig, amb l'audició de Les estacions de Joseph Haydn interpretades per l'Orfeó Català, seguides, dies després per l'actuació de la companyia teatral de María Guerrero, amb En Flandes se ha puesto el sol d'Eduard Marquina. També en aquesta època hi triomfà la soprano madrilenya Amparo Romo Cardenal (1878-1968).
Durant la Guerra Civil Espanyola, la companyia d'òpera del Teatre Tívoli va ser socialitzada. Acabada la guerra va anar deixant les representacions escèniques i, essencialment, va funcionar com a cinema. Esporàdicament hi tenien lloc representacions de teatre. Des de mitjan segle xx, el teatre és gestionat pel Grup Balañà.

### Crisi i recuperació
El 22 de desembre de 1982 va tornar a obrir amb la intenció de dedicar-se preferentment al teatre. El primer espectacle va ser Evita, musical de Andrew Lloyd Webber, amb Paloma San Basilio i Patxi Andion. Durant un temps van representar-s'hi obres d'èxit, amb actuacions d'Adolfo Marsillach, Les Luthiers, la Royal Shakespeare Company amb Derek Jacobi (1984), el Centro Dramático Nacional dirigit per Lluís Pasqual, A chorus line, Dramaten d'Estocolm dirigit per Ingmar Bergman, etc.
El 1989 es va començar a parlar que el Tívoli seria el lloc on es farien les funcions d'òpera del Gran Teatre del Liceu quan aquest tanqués per a fer-hi obres de reforma, previstes per als anys 1990-1992. No obstant això, el Tívoli va posar-se en venda justament el 1989 i va estar a punt de desaparèixer per a convertir-se en un complex lúdico-comercial. Finalment, l'oferta del grup francès Pelège, que projectava fer-hi unes galeries comercials tot conservant la façana i una sala d'espectacles de petit format, no va prosperar.
Des del 1991 s'ha recuperat definitivament per al teatre, alternant funcions teatrals amb sessions de cinema, però amb predomini de les primeres, i amb espectacles de tota classe: El Tricicle, La Cubana, teatre de text (Josep Maria Flotats, Centro Dramático Nacional, etc.), teatre musical, ballet clàssic, dansa, recitals de cantautors i cantants, etc.

## Història artística
Pel seu escenari han passat grans artistes, no només del món del teatre o la dansa, sinó també del món de la música, ja que va ser escenari freqüent de representacions d'òpera, sarsuela i opereta, interpretades amb gran nivell de qualitat. Hi van debutar o cantar grans artistes de l'última meitat del xix i primer terç del xix: Sarah Bernhardt, María Guerrero, Margarida Xirgu, Raquel Meller, Mercè Capsir, Maria Espinalt, Conchita Panadés, Cora Raga, Miguel Fleta, Emili Vendrell, Hipòlit Lázaro, Emili Sagi-Barba, etc.

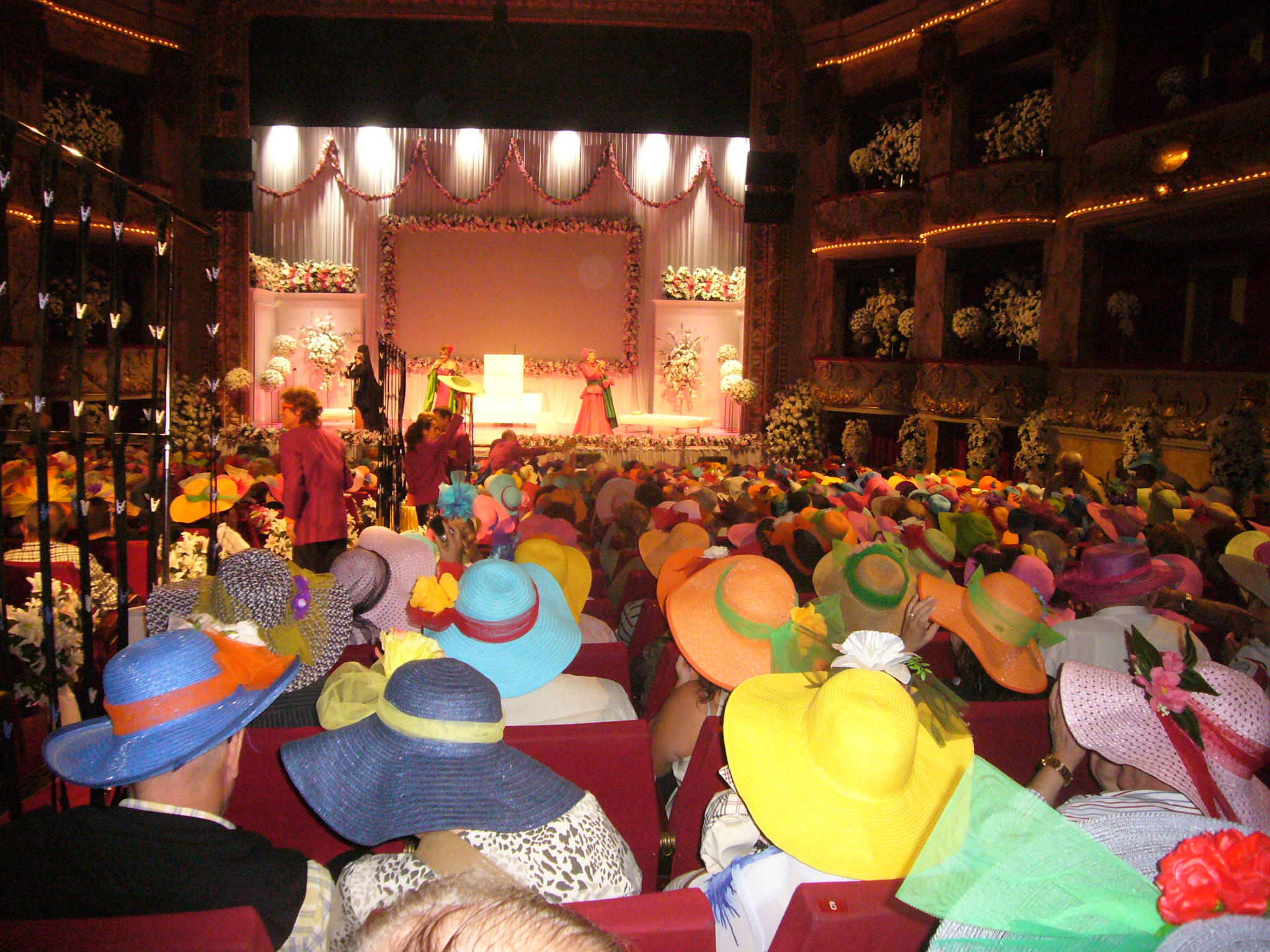
Representació de Campanades de boda, de La Cubana, el 2012

En el teatre es van donar les primeres representacions a Barcelona d'obres com: La Dolores, òpera de Tomás Bretón (1895), dirigida pel mateix autor; María del Carmen, òpera d'Enric Granados (1899); Curro Vargas de Ruperto Chapí (1899), Don Lucas del Cigarral d'Amadeu Vives (1899); i l'estrena a Espanya de Marouf, òpera d'Henri Rabaud (1919), Pelléas et Mélisande de Claude Debussy (1919), Alcina de Georg Friedrich Haendel (1943), Der Barbier von Bagdad de Peter Cornelius, L'amor de les tres taronges de Sergei Prokofiev (1949), Zar und zimmermann d'Albert Lortzing (1951), i El cornamusaire Svanda de J. Weinberger (1954). El 1950 hi va tenir lloc l'estrena mundial de Merlín d'Isaac Albéniz (en versió adaptada i traduïda). En 1924 s'hi van oferir representacions de Lohengrin de Richard Wagner traduïda al català, cantades per Emili Vendrell.
El 1901 hi va actuar la companyia Teatre Líric Català, estrenant una sèrie d'obres de teatre en català d'Apel·les Mestres, Santiago Rusiñol, etc., amb música incidental d'autors catalans del moment (Granados, Morera, Gay).
A més, han actuat en el seu escenari artistes tan diversos com Carmen Amaya, Peret, Joaquín Cortés, Alicia Alonso, Josep Maria Flotats, Ingmar Bergman (com a director teatral), etc. També s'hi han estrenat alguns dels espectacles de la companyia La Cubana: Cegada de amor (1994) i Una nit d'òpera (2001).

## Algunes obres estrenades al Teatre Tívoli
Per a facilitar la cerca, es donen en negreta les obres que van tenir més transcendència al seu gènere o a la història del teatre.
- 1865 Pensa mal i no erraràs, sarsuela de Francesc Vidal i Roca, llibret de Narcís Campmany (7 d'agost)
- 1869 Els pescadors de Sant Pol, comèdia de Frederic Soler "Serafí Pitarra" (15 d'abril)
- 1870 Donya Guadalupe, comèdia de Frederic Soler "Serafí Pitarra" (2 d'agost); Pot més qui piula, sarsuela de Josep Teodor Vilar, llibret d'Eduard Vidal i de Valenciano (13 de juny).
- 1871 Els estudiants de Cervera, quadre de costums de Frederic Soler "Serafí Pitarra"; A sort i a ventura, "humorada", música de Nicolau Manent, llibret d'Eduard Vidal i de Valenciano (25 d'agost).
- 1872 La fira de Sant Genís, quadre de costums de Frederic Soler "Serafí Pitarra" (15 de juliol); De Barcelona al Parnàs, sarsuela revista de Josep Ribera, llibret d'Eduard Vidal i Valenciano (21 de juliol); Dos milions, sarsuela de Josep Ribera, llibret d'Eduard Vidal i Valenciano (3 d'agost).
- 1873 Un pobre diable, sarsuela de Josep Ribera,, llibret d'Eduard Vidal i Valenciano i Rafael Burgell (10 de juliol); Por ir de pesca, sarsuela d'Anton Lamarca, llibret d'Eduard Vidal i Valenciano (1 d'agost).
- 1874 El sagristà de Sant Roc, quadre de costums de Frederic Soler "Serafí Pitarra" (20 de juny); El metge dels gegants, sarsuela de Cosme Ribera i Miró, llibret de Narcís Campmany (17 d'agost); La manescala, sarsuela de Cosme Ribera i Miró, llibret d'Eduard Vidal i Valenciano (22 de juliol); La criada, sarsuela de Josep Navarro, llibret d'Eduard Vidal i Valenciano i Josep Roca i Roca (10 de setembre).
- 1875 Micos, música de Joan Rius, llibret d'Eduard Vidal i Valenciano i Josep Roca i Roca (10 de juliol); Joc de nois, sarsuela amb llibret d'Eduard Vidal i Valenciano i Josep Roca i Roca (2 d'agost).
- 1876 Les cues, sarsuela de Joan Rius, llibret de Narcís Campmany i Joan Molas i Casas (26 d'agost)
- 1877 Lo cant de la marsellesa, sarsuela de Nicolau Manent, llibret de Narcís Campmany i Joan Molas (6 de juny); Sin jaula, sarsuela d'Enrique Martí Puig
- 1878 La guardiola, sarsuela d'Enric Martí, llibret d'Eduard Vidal i Valenciano i Bartomeu Carcassona i Garreta; El rellotge del Montseny, sarsuela de Nicolau Manent, llibret de Narcís Campany i Joan Molas i Casas (24 de juliol)
- 1879 De la terra al sol "viatge fantàstic, increïble, buf, ballable i de gran espectacle en tres actes i onze quadres", de Nicolau Manent, llibret de Narcís Campmany i Joan Molas i Casas (23 d'agost)
- 1882 Lo bram del ruc, paròdia de Frederic Soler "Serafí Pitarra"; El barretinaire, "revista còmico-serio-líric-ballable" de Josep Feliu i Codina, amb música de Francesc Pérez-Cabrero i Ferrater (20 de juliol)
- 1886 El país de la olla, sarsuela amb música i llibret de Josep Coll i Britapaja
- 1890 El secreto de mi tío, sarsuela de Teodoro de Lajante
- 1891 La gran feria, sarsuela amb música i llibret de Josep Coll i Britapaja
- 1892 Las reformas, sarsuela de Ricardo Giménez
- 1893 El gorro de Fermín, sarsuela de Francisco Pérez Cabrero
- 1896 Aurora, "òpera española en tres actos", text d'Aquilino Juan Ocaña i música de Josep Espí
- 1901 Cigales i formigues, de Santiago Rusiñol, música d'Enric Morera (20 de febrer); Colometa la gitana, sarsuela de José Lapeyra; Els primers freds i La reina del cor, drama d'Ignasi Iglésias
- 1903 Las bodas de Camacho, sarsuela de J. E. de Ferrán, llibret d'Adrià Gual i Jacinto Grau (12 de juliol)
- 1905 La libertad, sarsuela d'Amadeu Vives i Gerónimo Giménez, llibret de Guillermo Perrín i Miguel Palacios
- 1906 La real mentira, sarsuela amb música de Joaquim Cassadó
- 1908 La perra chica, sarsuela de Manuel Penella
- 1913 Don Gil de las Calzas Verdes, òpera de Tomás Bretón, llibret de Tomás Luceño; Asalto a las damas, sarsuela de Julián Vivas
- 1916 Rayo de luna, sarsuela de Francisco Payás; La diosa, "entremés cómico-lírico" amb música de Francisco Alonso; Miguelín, sarsuela de José Padilla
- 1917 Luzbel, sarsuela de José Padilla
- 1920 La dogaresa, sarsuela de Rafael Millán, llibret d'A. López Monís (17 de setembre); La maja de los lunares, opereta de Ferran Obradors, llibret de Lluís Capdevila y Casimir Giralt i Bullich (29 d'octubre)
- 1921 El pájaro azul, sarsuela de Rafael Millán, llibret d'A. López Monís (5 de març); La alsaciana, sarsuela de Jacinto Guerrero (la sev primera obra estrenada) i J. R. Martín (19 de novembre)
- 1922 Bergamino el Lampo, sarsuela d'Amadeu Vives, llibret d'Eduardo Marquina i Gregorio Martínez Sierra (21 de gener); Don Joan de Serrallonga, sarsuela en català amb música d'Enric Morera y texto de Francesc Pujols (7 d'octubre); Pel teu amor, sainet líric amb música de Josep Ribas i Gabriel (inclou la famosa romança "Rosó"); Los buscadores de oro, sarsuela de Rafael Millán, llibret d'Aurelio García Rendón
- 1924 La bien amada (que inclou el conegut pasdoble "Valencia") i Sol de Sevilla, sarsueles de José Padilla, llibret de J. A. de la Prada; La joven Turquía, sarsuela de Pablo Luna, llibret de C. Palencia i G. del Castillo; Por una mujer, sarsuela de Juan Bautista Lambert
- 1925 La severa (després estrenada a Madrid amb el títol de La morería), sarsuela de Rafael Millán, llibret de Federico Romero i Guillermo Fernández-Shaw; La mosquetera, sarsuela de Rafael Martínez Valls, llibret de Gastó A. Màntua (28 d'octubre); Una intriga de amor, sarsuela de Federico Moreno Torroba, llibret d'Antonio Plañiol i Fernando Luque (gener).
- 1926 Raquel encadenada, drama de Miguel de Unamuno (7 de setembre)
- 1931 Yo me caso con usted, sarsuela de Fernando Díaz Gilés
- 1933 El hermano lobo, sarsuela de Manuel Penella, llibret de F. Oliver (22 de novembre)
- 1935 Las mujeres de fuego, sarsuela de Francisco Alonso
- 1936 La tabernera del puerto, sarsuela de Pablo Sorozábal, llibret de Federico Romero i Guillermo Fernández-Shaw (16 de maig)
- 1939 El caballero del amor, sarsuela de Joan Dotras Vila, llibret de José Andrés de la Prada
- 1940 Bodas a la americana, sarsuela de José Parera
- 1943 La ilustre moza, sarsuela de Federico Moreno Torroba, llibret de L. Tejedor i L. M. Lorente (3 de març)
- 1950 Merlin, òpera d'Isaac Albéniz, en versió reduïda i traduïda.
- 1977 El arquitecto y el emperador de Asiria, obra de teatre de Fernando Arrabal (1 d'abril)
- 1992 Asdrúbila, òpera de Carles Santos
- 1994 Cegada de amor, espectacle de La Cubana
- 2001 Una nit d'òpera, espectacle de La Cubana

## El Tívoli com a escenari polític
A causa de les seves dimensions i la seva situació cèntrica, el teatre va ser també utilitzat en actes polítics i sindicals. El primer va ser l'1 de maig de 1890, Antonio García Quejido, aleshores president de la UGT, va presidir el míting central una trobada del Círculo Socialista. En diferents moments, s'hi van celebrar mítings de partits diversos, i van pronunciar-hi discursos polítics de tots colors, des de Víctor Balaguer (1879) o Estanislau Figueras (1881) a Francesc Cambó (1910), passant per Lerroux, Salmerón, Rahola, Carner, etc. Van ser sonats els mítings del partit carlí de Vázquez Mella, el de protesta contra la reforma del Notariat, i d'altres contra la pornografia, les escoles laiques, la llibertat de culte, etc.
El 14 d'abril de 1907, en un míting celebrat en el teatre Tívoli va ser proclamada la Solidaritat Catalana, amb uns objectius coneguts des de llavors com a «el programa del Tívoli». El 1905 va tenir-hi lloc, a petició de les societats econòmiques i culturals de la ciutat, una reunió per tal de demanar al govern espanyol l'autorització per a crear una policia privada que acabés amb el terrorisme indiscriminat imperant als carrers (d'arrel anarquista).
El teatre i els seus camerinos apareixen en la pel·lícula Todo sobre mi madre, dirigida per Pedro Almodóvar.